# Segel
Ett segel är en duk som litsas eller fästs i en båts samt fartygs rigg. Seglet överför vindens energi till farkosten som förflyttas. Segel finns i många olika utformningar och material och anpassas för de olika ändamålen.
Ett segel fungerar aerodynamiskt i princip som en flygplansvinge. Med hjälp av vind rör sig båten framåt. Seglet ändrar riktningen på vinden som strömmar runt seglet och skapar därmed ett undertryck på läsidan, bakom seglet från vindriktningen sett. Ett segel pressas ej, det dras fram av vinden genom undertrycket. Ett segels dragkraft styrs genom att man ändrar dess vinkel mot vinden, ofta genom att dra in eller släppa ut på skotet, och genom att göra seglet mer eller mindre platt, ofta genom en kombination av åtgärder beroende av riggtyp.
Kraften som påverkar seglet kan beskrivas i två olika krafter vinkelrätt mot varandra. Den ena kraften är parallell med ett segels huvudplan, dragkraften som påverkar farkostens krängning. Den andra kraften kan beskrivas som lyftkraft som påverkar farkostens driv förut (lift) samt även påverkar farkosten att falla ur kursen. En farkosts skrov har en stor betydelse för seglets dragkraft vid farkostens fart genom vattnet, samt för att minimera de sidokrafter som uppstår. Alla seglande farkoster utsätts för avdrift och faller ur kurs mot lä. Den bukt i seglet som ger denna omriktning av luftströmmen kallas buk.

## Historik

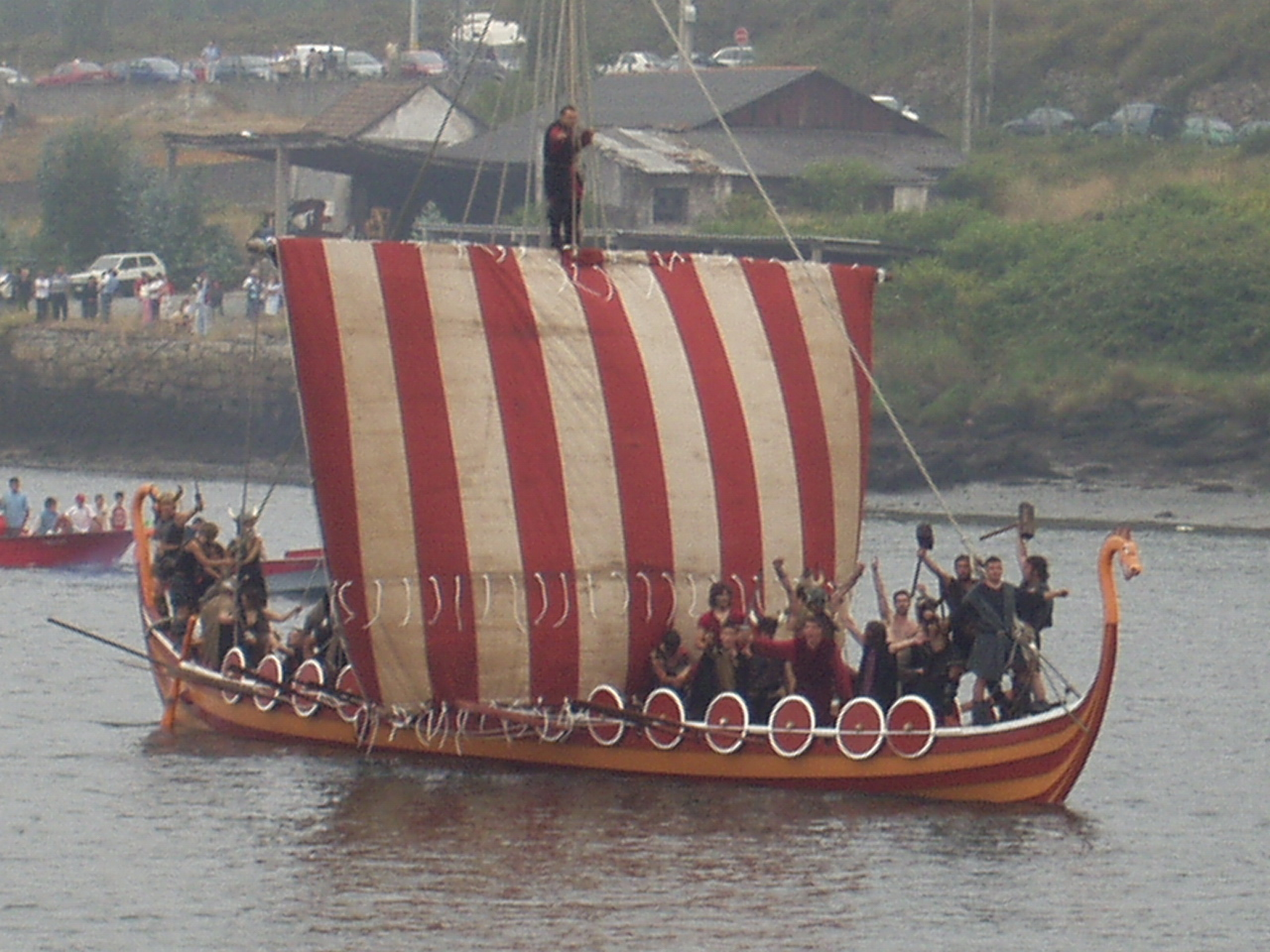
Vikingatidens skepp hade råsegel. De återges vanligen, både i avbildningar och rekonstruktioner, som röd-vit-randiga.

Seglets tidigaste historia är ej helt känt, bilder finns från Egypten som visar seglande skepp från år 4000 f.Kr . För framdrivning av en farkost med vindens hjälp kan flera olika sätt ha använts, stycken av skinn, något klädesplagg eller en lövruska som till exempel samernas björksegel. De tidigare material till segel kan varit arter av gräs och säv, eller fiber av kokos eller bast. De mer av människan förädlade materialen har varit vadmal, hampa eller bomull samt även silke.

## Ett segels olika delar
Ett segels kanter kallas lik och hörnen på ett segel kallas horn.

## Segeltyper
De olika seglen delas in i två huvudgrupper: råsegel och snedsegel. Råseglen bärs upp av en vågrät rå och har en fram- och baksida. Snedseglen är i allmänhet asymmetriska och har ett främre lik och ett aktre lik. Stagseglen kunde betraktas som snedsegel, men uppfattas ofta inte som sådana.

### Råsegel

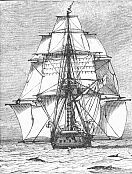
Fartyg med rå- och läsegel

Råseglet är möjligen den äldsta segeltypen. Råsegel användes till exempel i Egypten för mer än 5 000 år sedan. Råseglen på Vikingatidens skepp och båtar är de första segel i Skandinavien man känner till. På medeltiden användes råsegel i Norden också på mindre båtar (i den mån de hade segel), men råseglen ersattes under slutet av 1800-talet och början av 1900-talet på de flesta fartygstyper av snedsegel, som på kryss är mer effektiva och lätthanterade. I hård medvind och på stora fartyg är råseglet bättre, och råsegelriggade fartyg var helt dominerande i oceanfart, tills ångfartygen tog över.
Råseglet är fyrkantigt och dess övre lik är fäst vid en rå, vars mittpunkt är fäst på mastens framsida. I motsats till snedseglen har råseglet alltid (utom vid specialmanövrer) vinden in från samma sida.
Läsegel eller ledsegel är segel som i svag vind fästs vid sidan av ett råsegel, på en tillfällig förlängning av rån. Läsegel användes åtminstone från 1500-talet och ännu på klipperskepp i vindfattiga vatten[källa behövs], då man strävade efter maximal segelyta, men inte på senare fartyg där ekonomi och liten besättning var viktigare.

### Snedsegel
Bermudasegel är den segeltyp som vanligen används till storsegel på moderna segelbåtar. Seglet används också allmänt som mesansegel på moderna tvåmastade båtar och fartyg. Seglet är effektivt på kryss men mindre lämpligt för medvindssegling.
Förliket är fäst vid masten, underliket vid en vågrät bom och akterliket, som är något rundat, utspänt med "lattor".
Gaffelseglet används i många snedsegelsriggar (skonertar, ketcher, jakter m.fl.) och som mesan i råsegelriggar (fullriggare, barker, briggar). Gaffelsegel förekom också på mindre allmogebåtar. Nuförtiden är seglet ofta ersatt av bermudasegel. Gaffelseglets förlik är fäst vid masten, underliket oftast i en bom och överliket i en snett uppåtriktad gaffel (kallad så efter klykan som håller fast den vid masten). På båtar brukar gaffeln hissas samtidigt med seglet, på skutor och fartyg hålls gaffeln ofta hissad också annars.
Toppsegel är det översta seglet på ett segelfartyg eller båt och kan se olika ut beroende på typ av rigg. På en råseglare är det ett vanligt råsegel, liksom på åtminstone fockmasten på toppsegelskonare och i vissa andra snedsegelriggar. På "slättoppade" gaffelseglare (och aktersta masten på barkar) är toppseglet ett trekantigt eller trapetsformat gaffeltoppsegel som löper mellan gaffeln och toppmasten. Seglet sitter ofta fast i toppmasten med hjälp av ringar i trä eller metall. Det hålls uppe av ett fall, kan spännas nedåt av ett uthal och kan dras in med inhal samt gårding.
Guntersegel är en specialform av gaffelsegel, där gaffeln är pikad så högt att den blir en förlängning av masten. Fördelen framom vanliga gaffelsegel är de samma som marconi- eller bermudaseglets (bättre kryssningsegenskaper) och framom bermudasegel att masten är relativt kort och därmed ett mindre vindfång när seglet inte är satt. Då mast och gaffel vardera är kortare än båten kan riggen stuvas då den inte används.
Latinsegel var nästan allenarådande i medelhavsområdet åtminstone från 800- till 1200-talet. Det användes som mesan på större väst- och nordeuropeiska fartyg från slutet av medeltiden tills det under 1700-talet ersattes av gaffelseglet. Latinseglet är fortfarande vanligt på många håll utanför Europa. 
Latinseglet är trekantigt med överliket fäst vid en lång sned rå. Främre delen av seglet skjuter ut framför masten, vilket minskar krafterna på skotet. Eftersom seglet bör föras på läsidan av masten måste det skiftas över vid byte av hals.
Sprisegel är normalt kvadratiskt eller rektangulärt, hålls upp av en spristång från nedre delen av masten till sprihornet (seglets övre aktra hörn). Spriseglet var länge det dominerande seglet på alla typer av allmogebåtar och mindre fiskebåtar åtminstone i stora delar av Norden, sedan det ersatte råseglet och fram till att motorbåtarna tog över. Också optimistjollen har ett sprisegel.
Loggertsegel påminner om gaffelsegel, men seglet och spiran i dess överkant fortsätter en bit framför masten. Både spri- och loggertriggar är enkla och lättskötta och var därmed mycket populära bland fiskarbefolkningen längs de svenska kusterna.
Ljungströmsegel är två lösfotade storsegel med gemensamt mastlik avsedda för Ljungströmrigg.

båt med gaffelsegel
båt med guntersegel.
båt med sprisegel.
båt med loggertsegel

### Stagsegel
Stagsegel, även de snedsegel, är segel, ofta trekantiga, vars fram- eller överkant är fästa vid stag (rep eller vajer som stöttar masten från framsidan). De används som försegel (stagfock, klyvare, jagare, genua) och i råsegelriggar och i en del snedsegelriggar också mellan masterna.

## Segelnamn på stora fartyg
Namnen på de vanligaste seglen på en fyrmastad Bark:
| - 1 jagare - 2 Ytterklyvare - 3 Innerklyvare - 4 Förstängstagssegel - 5 fock - 6 förundermärssegel - 7 förövermärssegel - 8 förunderbramsegel - 9 föröverbramsegel - 10 förröjel - 11 storstängstagsegel - 12 storbramstagsegel - 13 storröjelstagsegel - 14 storsegel | - 15 storundermärssegel - 16 storövermärssegel - 17 storunderbramsegel - 18 storöverbramsegel - 19 storröjel - 20 krysstängstagsegel - 21 kryssbramstagsegel - 22 kryssröjelstagsegel - 23 begin - 24 kryssundermärssegel - 25 kryssövermärssegel - 26 kryssunderbramsegel - 27 kryssöverbramsegel - 28 kryssröjel - 29 mesanstagsegel - 30 mesanstängstagsegel - 31 mesanbramstagsegel (även kallat apa) - 32 undermesan - 33 övermesan - (32 och 33 vanligtvis förenade i mesansegel) - 34 mesantoppsegel |

Stagseglen har namn efter var stagen är fästade i masten akterom. Om till exempel staget vid nummer 11 hade varit fäst ett snäpp nedåt, på undermasten, hade seglet hetat storstagsegel. På det förligaste staget hade det ovanför jagaren kunnat sitta en flying jib. På äldre fartyg (ungefär fram till sekelskiftet 1800) fanns ibland ett råsegel som hängde under bogsprötet och som hette blinda. Om fartyget hade varit en fullriggare skulle på den aktersta masten (som då hetat kryssmast) suttit även råsegel motsvarande dem på de andra masterna förutom underseglet: kryssmärssegel (under vilket beginerået hänger), kryssbramsegel, och kryssröjel. Om fartyget varit femmastat, hade på den nästaktersta jiggermasten suttit jiggersegel, jiggermärssegel, jiggerbramsegel och jiggerröjel.

## Segeltrim
För att få ut maximalt med kraft och fart i olika vindstyrkor och vindriktningar krävs det att seglet trimmas.  I stort sett alla sätt att trimma seglet går ut på att antingen buken förändras eller att akterliket släpper ut mer eller mindre vind. Om buken sträcks ut eller akterliket släpper ut mer får seglet mindre kraft men istället kan det gå fortare. Mer kraft behövs när det är medelvind och mycket vågor. Om seglet får mindre kraft kommer båten också kränga mindre. Olika segeltyper har självklart olika möjligheter att trimma seglet men en bermudariggad båts storsegel har i stort sett dessa:
- Ut- och inhal drar seglet längs bommen och i med detta buken bakåt respektive framåt. Om både ut- och inhal sträcks slätas buken ut.
- Cunningham drar fram och ner buken.
- Kick drar ner bommen och sträcker på så sätt akterliket. Om kicken är ansatt kan man släppa i skotet utan att bommen reser sig.
- Mastens lutning påverkar hur högt den så kallade twistpunkten hamnar. Det vill säga hur högt upp seglet är så plant att det bara släpper ut all vind.
- Skotvagnen löper på en skena tvärs över båten och reglerar var skotet sitter infäst i båten. Om man släpper ner skotvagnen i lä kan man skota seglet planare för att inte få för stort tryck i storseglet i frisk vind. Om man tvärtom drar upp vagnen mot lovart kan man släppa i skotet för att göra seglet fylligare, öka dragkraften och ändå behålla båtens kurs och seglets vinkel mot vinden. Skotvagnen påverkar i högsta grad seglets tvist. Hård vind - vagnen i lä, storseglet hårt skotat. Lätt vind - skotvagnen midskepps eller i lätt vind vagnen i lovart och slakare skot.

## Syntetiska material
- Polyamid (Handelsnamn: Nylon)
- Polyester (Handelsnamn: Dacron, Diolen, Trevira, Terylene, Tetoron)
- Polyester högfast (Handelsnamn: Vectran)
- Polyetennaftalat (PEN, Handelnamn: PenTex)
- Aramidfiber (handelnamn: Black Technora)
- Standard-Aramid (Handelsnamn: Kevlar 29, Twaron SM)
- Högmodul-Aramid (Handelsnamn: Kevlar 49, Kevlar Edge, Twaron HM)
- Polyeten högfast (handelsnamn: Spectra, Dyneema)
- Kolfiber (Carbon)

### Syntetiska materials tekniska data i jämförelse
Förklaringar till tabellen:

Enheten g/den betyder gram per denier. En 1-denier polyestertråd har en diameter på 10 mikrometer (0,01 mm).

Elasticitetsvärde: Högre värde betyder lägre elasticitet. Segel med lägre elasticitet har den fördelen att de håller formen vid högre belastning.

UV-beständighet: Efter angivet antal månader har hållfastheten av tråden vid belastning sjunkit till hälften (gäller för subtropiska vatten, till exempel Medelhavet).

Böjpåverkan: Efter 60 böjningar anges den förlorade hållfastheten i procent.
| Material               | Elasticitet     | Brottsstyrka | UV-beständighet | Påverkan vid böjning |
| ---------------------- | --------------- | ------------ | --------------- | -------------------- |
| Polyamid               | 45 g/den        | 9,5 g/den    | 3–4 månader     | 0 %                  |
| Polyester              | 80–120 g/den    | 8 g/den      | över 7 månader  | 0 %                  |
| Polyetennaftalat (PEN) | 250 g/den       | 10 g/den     | 6 månader       | 4 %                  |
| Polyester fast         | 510 g/den       | 23 g/den     | 1–2 månader     | 15 %                 |
| Aramidfiber            | 540 g/den       | 28 g/den     | 3–4 månader     | 7 %                  |
| Standard aramidfiber   | 600 g/den       | 23 g/den     | 2–3 månader     | 25 %                 |
| Högfast aramidfiber    | 940 g/den       | 24 g/den     | 2–3 månader     | 27 %                 |
| Polyeten fast          | 1250 g/den      | 33 g/den     | 6–7 månader     | 0 %                  |
| Kolfiber, carbon       | 1200–2400 g/den | 20–40 g/den  | ingen betydelse | 30–100 %             |